# Matiu (musicien)
Pour les articles homonymes, voir Matiu.
Matiu est le nom de scène de Matthew Vachon (né en 1986), un auteur-compositeur-interprète innu de Uashat-Maliotenam, au Québec.

## Biographie
En 2016, Vachon a participé au concours de musique Le Rythme, organisé par l'APTN pour les musiciens-nes des Premières Nations. Il a sorti un EP éponyme en 2017, et a sorti son premier album complet Petikat en 2018.
Il a été membre du collectif Nikamu Mamuitun de Florent Vollant, aux côtés de Marcie Michaud-Gagnon, Joëlle St-Pierre, Chloé Lacasse, Scott-Pien Picard, Kanen, Cédrik St-Onge et Ivan Boivin.

## Récompenses
- Il est surtout connu pour avoir été nommé à trois reprises pour le prix Félix de l'artiste autochtone de l'année, aux 41e prix Félix en 2019[5], aux 42e prix Félix en 2020[6], et aux 43e prix Félix en 2021[7].
- Artiste blues ou rock de l'année au Gala Teweikan en 2019[8].
- Spectacle de l'année au Gala Teweikan en 2019[8].